# Stowięcino

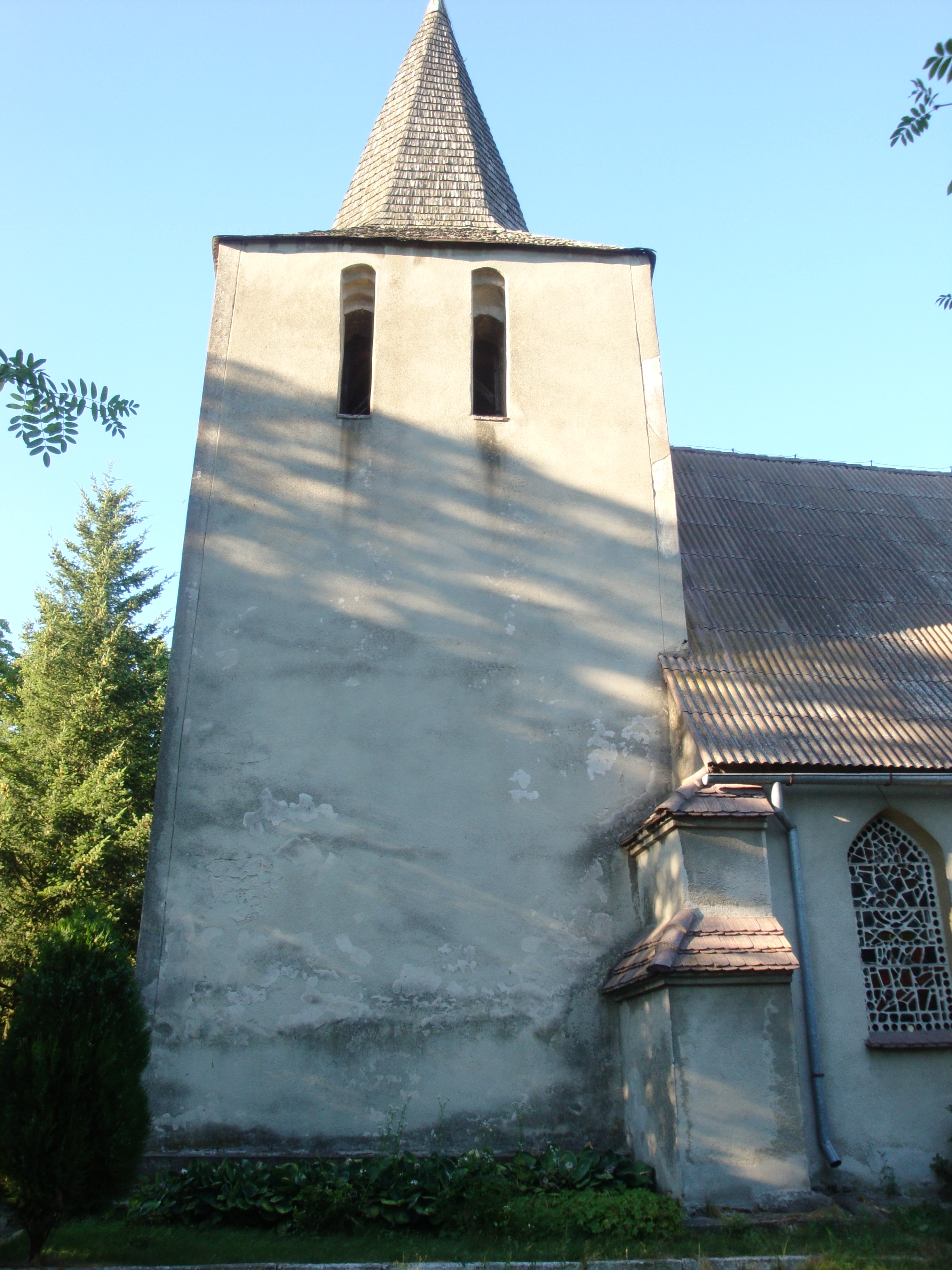
Stowięcino

Stowięcino (tyska: Stojentin) är en liten by nära Słupsk i norra Polen. Byn har ungefär 400 invånare, främst bönder. Byn lider av en mycket hög arbetslöshet. Byn är även känd för att vara den polske politikern Andrzej Leppers hemstad. 